# Justicia burchellii
Justicia burchellii é uma planta ornamental nativa da vegetação do cerrado, no Brasil.